# Paul Stanley (pattinatore)
Paul Stanley (Solihull, 22 agosto 1983) è un ex pattinatore di short track britannico. Ha rappresentato la Gran Bretagna ai Giochi olimpici di Torino 2006.

## Palmarès
- Campionati mondiali

Gangneung 2008: bronzo nella staffetta 5.000 m;
Montréal 2014: bronzo nella staffetta 5.000 m;